# William J. Sebald

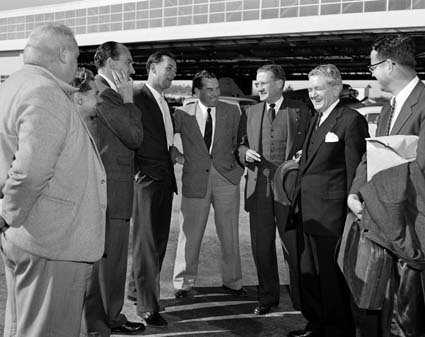
William J. Sebald (2. v.r.) bei seiner Ankunft in Australien als neuernannter Botschafter, Juni 1957

William Joseph Sebald (* 5. November 1901 in Baltimore, Maryland; † 10. August 1980 in Naples, Florida) war ein US-amerikanischer Marineoffizier und Diplomat.

## Leben
Nach einer Ausbildung am Baltimore Polytechnic Institute trat Sebald 1918 in die United States Naval Academy in Annapolis ein, von der er vier Jahre später graduierte. 1925 meldete er sich freiwillig als Sprachstudent nach Japan, wo er bis 1928 lebte und 1927 die Tochter eines naturalisierten Engländers und einer Japanerin, Edith Frances de Becker, heiratete. Aufgrund der Herkunft seiner Frau entschloss er sich nach seiner Rückkehr in die USA, seine Militärkarriere aufzugeben. 1933 schloss er ein Studium der Rechtswissenschaften an der University of Maryland als Bachelor of Laws ab und stieg danach in die Firma seines inzwischen verstorbenen Schwiegervaters Joseph de Becker in Kōbe ein, wo er die nächsten sechs Jahre praktizierte. In dieser Zeit übersetzte er eine Anzahl japanischer Gesetzbücher ins Englische. Im Zeichen zunehmender Spannungen zwischen den USA und Japan Ende der 1930er Jahre erhoben die Japaner Spionagevorwürfe gegen Sebald, der deshalb 1939 das Land verließ. Für die nächsten zwei Jahre arbeitete er in Washington als Anwalt.
Nach dem Ausbruch des Pazifikkriegs meldete sich Sebald wieder zur Marine und wurde im März 1942 im Rang eines Lieutenant Commander reaktiviert. Er diente im Office of Naval Intelligence und leitete später die Pacific Intelligence Division im Hauptquartier der US-Marine unter Ernest J. King. Bis zum Kriegsende erreichte er den Rang eines Captain.
Aufgrund seiner Erfahrungen im japanischen Rechtswesen wurde Sebald nach dem Kriegsende von Freunden im State Department gebeten, in den Foreign Service einzutreten, um für den Oberbefehlshaber (SCAP) bei der Besetzung Japans, Douglas MacArthur, zu arbeiten. Er akzeptierte und erreichte Japan im Januar 1946, wo er dem Stab des politischen Beraters (POLAD) MacArthurs, George Atcheson, als Rechtsexperte zugeteilt wurde. Nach der Rückberufung John K. Emmersons, dem prokommunistische Tendenzen unterstellt wurden, wurde er dessen Nachfolger als Berichterstatter über politische Fragen in Japan. Bei der Reorganisation von POLAD im April 1946 zur Diplomatic Division der Besatzungsbehörde GHQ wurde er Stellvertreter Atchesons. Nach Atchesons Tod bei einem Flugzeugabsturz im August 1947 löste er diesen als Chef der Diplomatic Division und Vertreter MacArthurs im Allied Council for Japan ab. Sebald blieb in dieser Funktion auch unter MacArthurs Nachfolger Matthew B. Ridgway bis zum März 1952, kurz vor dem Ende der Besatzungszeit. Er war unter anderem in die Verhandlungen zum Friedensvertrag von San Francisco und den Vertrag über gegenseitige Sicherheit, die von John Foster Dulles geführt wurden, involviert.
Ab Juli 1952 diente Sebald für zwei Jahre als Botschafter der Vereinigten Staaten in Burma. Obwohl das Land nicht der SEATO beitrat, wohnte er deren Gründungskonferenz in Manila 1954 bei. Nach seiner Rückkehr in die USA wurde er zum Deputy Assistant Secretary of State for Far Eastern Affairs ernannt, als welcher er die nächsten drei Jahre unter Dulles arbeitete. 1957 wurde er zum Botschafter in Australien ernannt, was er bis 1961 blieb. Nach dem Ende seiner Amtszeit schied er aus dem Regierungsdienst aus und arbeitete danach in einer Washingtoner Anwaltskanzlei. In den folgenden Jahren erschienen seine Bücher With MacArthur in Japan: A Personal History of the Occupation (1965) und Japan: Prospects, Options, and Opportunities (1967).
Sebald war Mitglied des konservativen Think Tanks American Enterprise Institute. Über die Schwester seiner Frau war er verschwägert mit Major General Charles A. Willoughby, dem langjährigen Chef der G-2 Section MacArthurs.